# Ostrea adriatica
Ostrea adriatica (лат. Ostrea adriatica) врста је шкољки из породице правих острига (Ostreidae).

## Статус
Неприхваћен

## Прихваћено име
Ostrea edulis Linnaeus, 1758

## Оригинални извор
- Lamarck [J.-B. M.] de. (1819). Histoire naturelle des animaux sans vertèbres. Tome sixième, 1re partie. Paris: published by the Author, vi + 343 pp., расположиво онлајн на http://www.biodiversitylibrary.org/item/47441